# Ohmann Béla

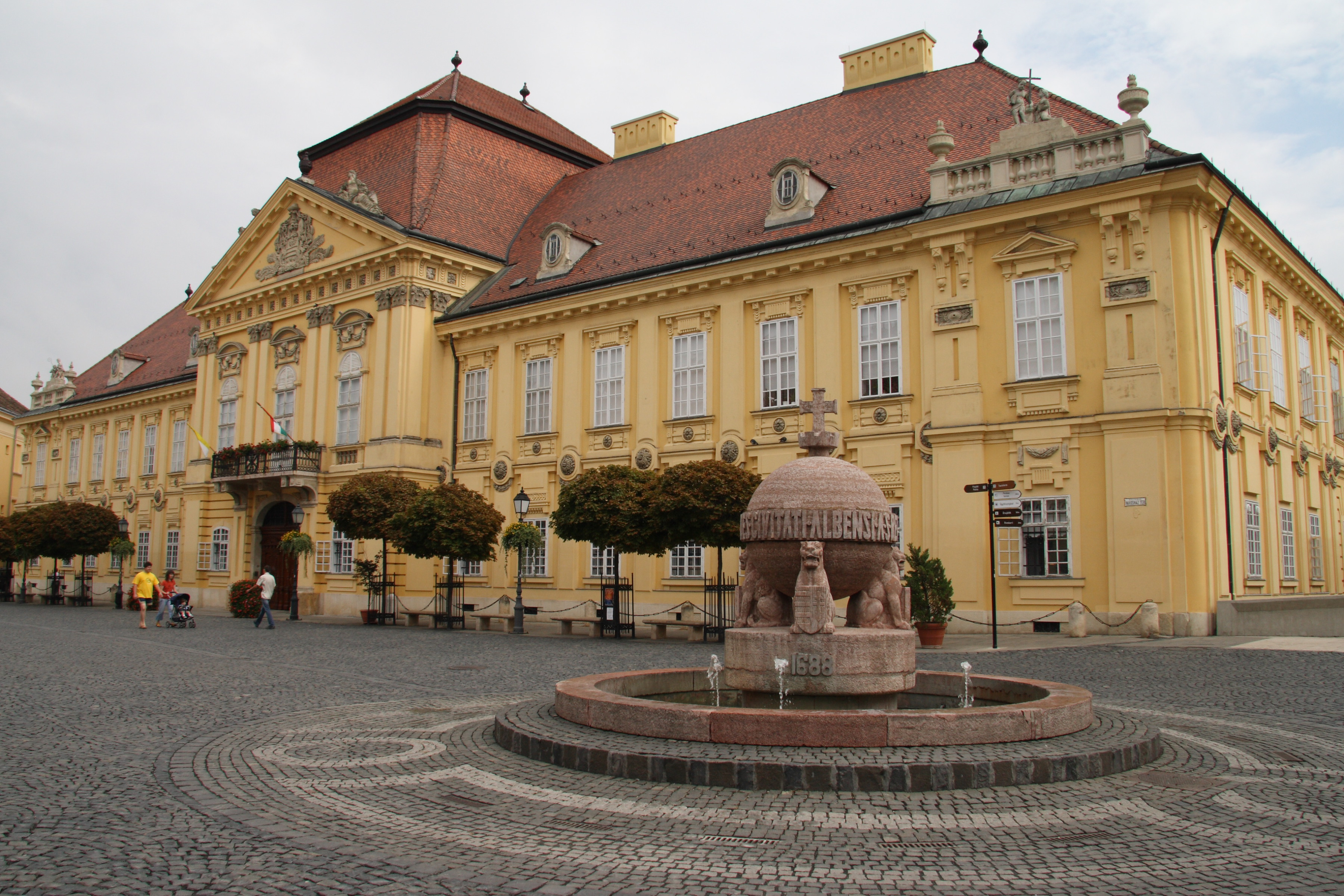
Országalmája Székesfehérvárott, a püspöki palota előtt

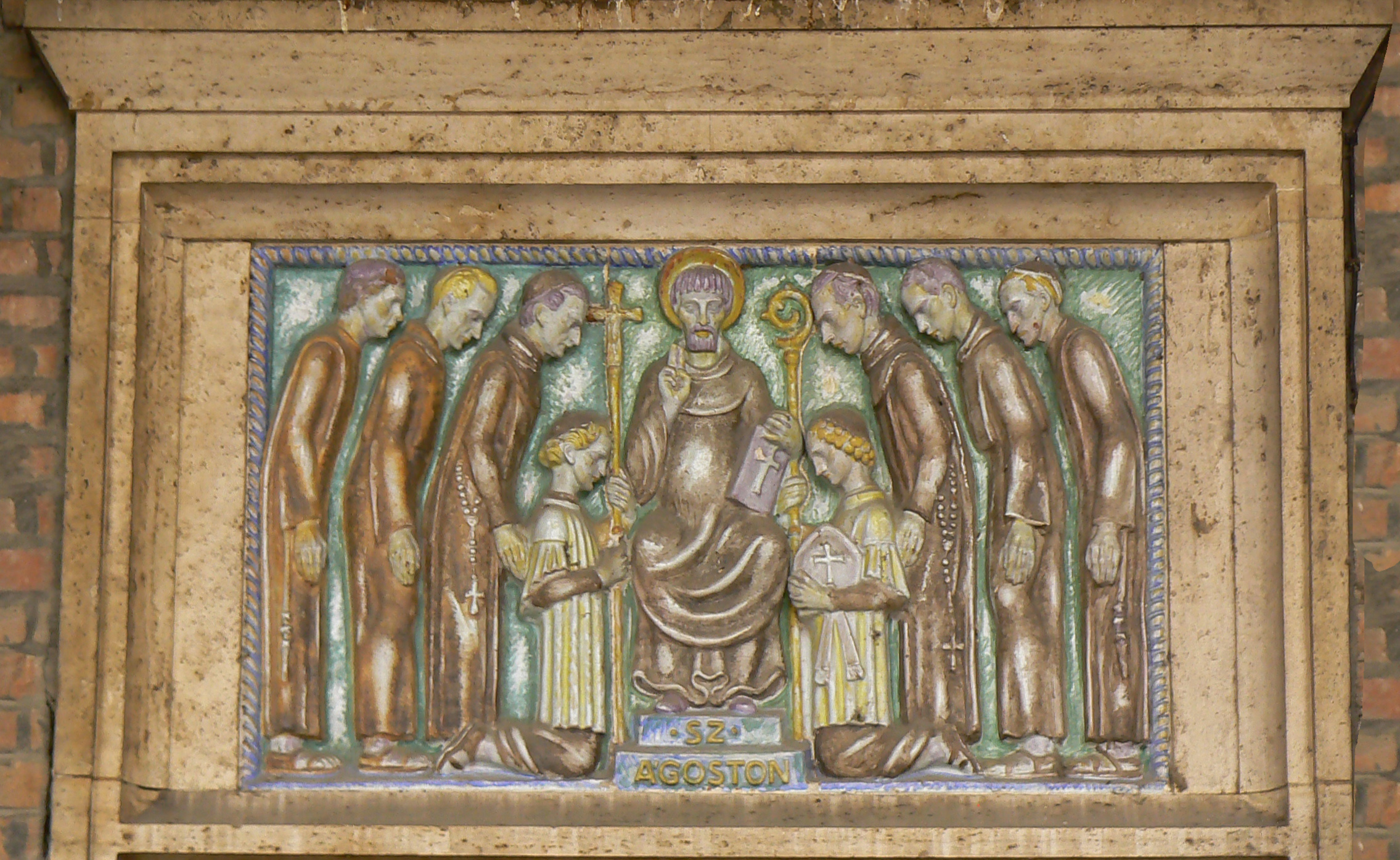
Szent Ágoston kerámia dombormű, Szeged, Dóm tér 6.

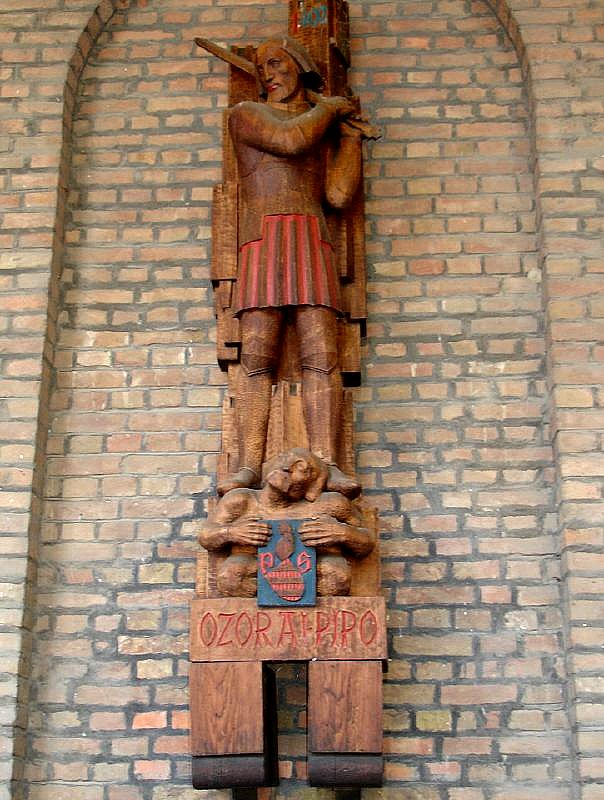
Ozorai Pipó faszobor

Ohmann Béla (Budapest, 1890. március 6. – Budapest, 1968. március 21.) magyar szobrász. 1921-től az Iparrajziskola tanára, kerámiaműhelyének vezetője, 1937-től 1946-ig az Országos Magyar Iparművészeti Iskola tanára, díszítő szakosztály vezetője 1946-tól nyugdíjazásáig, 1950-ig a Budapesti Műszaki Egyetem épületszobrászati tanszékén mintázást tanított.

## Tanulmányai
1911–1914, majd 1919–1920 között az Iparművészeti Iskola díszítőszobrász szakán mesterei ifj. Mátrai Lajos és Simay Imre voltak.

## Munkássága

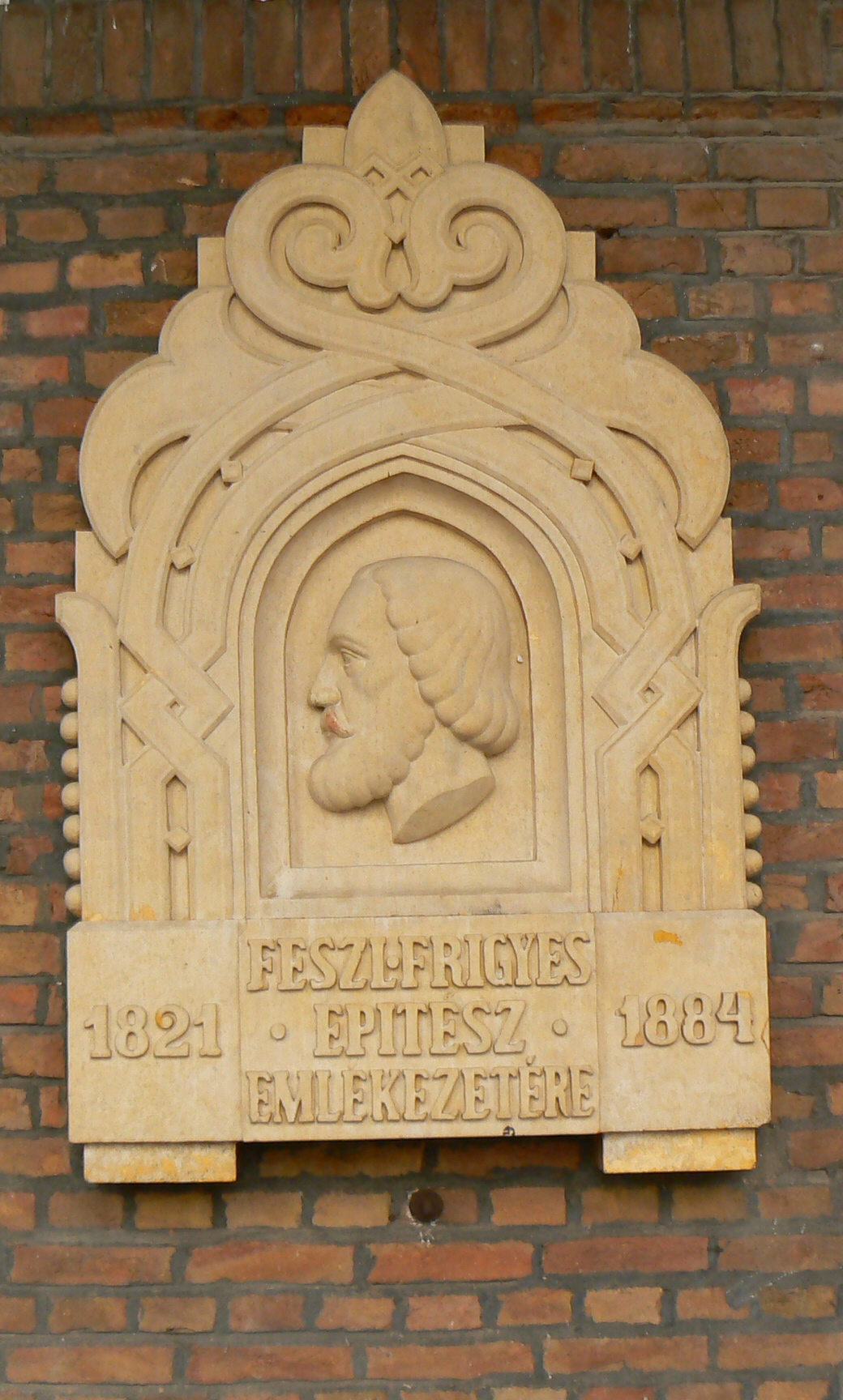
Feszl Frigyes építész

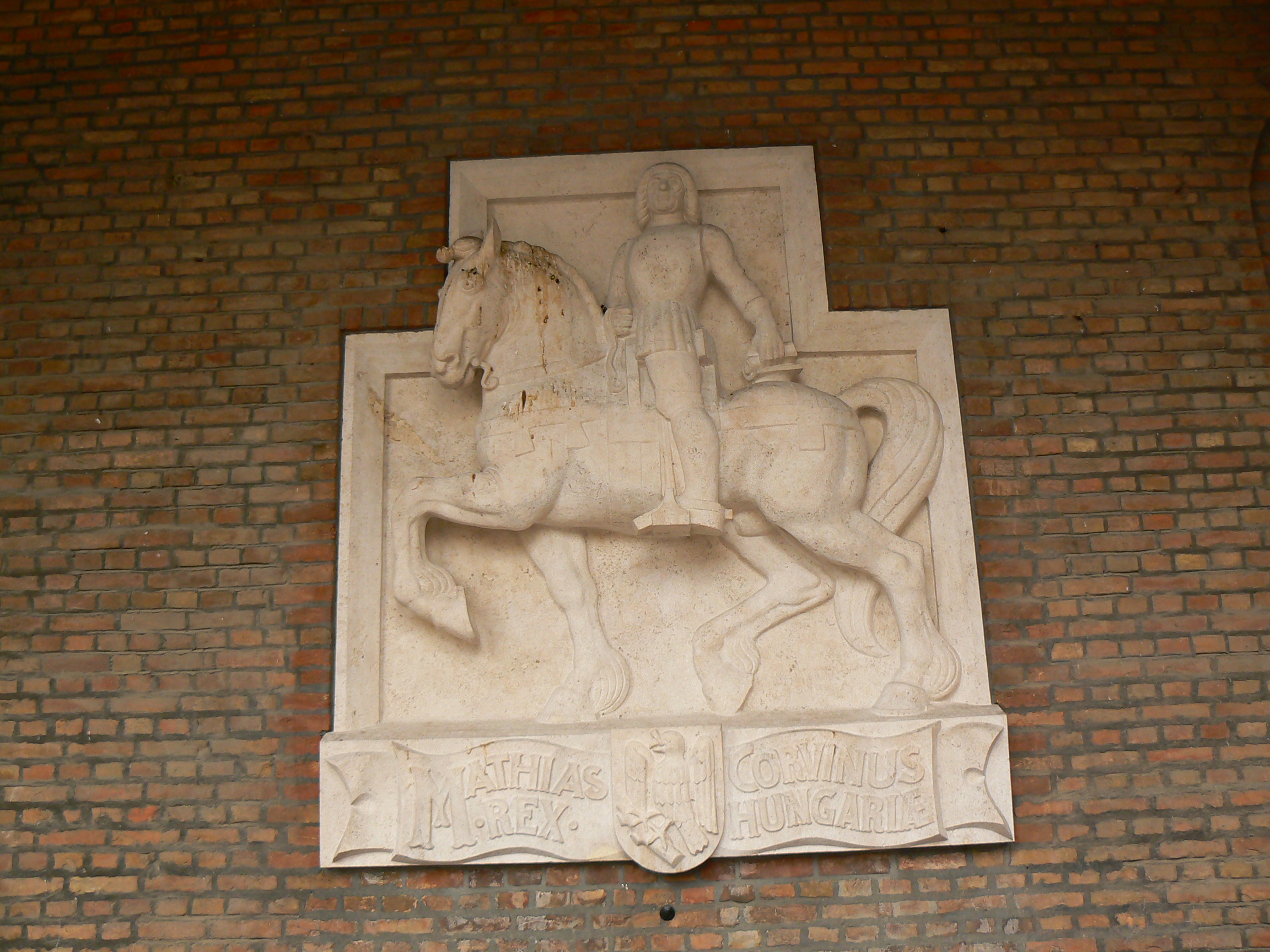
Mátyás király Szeged, 1930

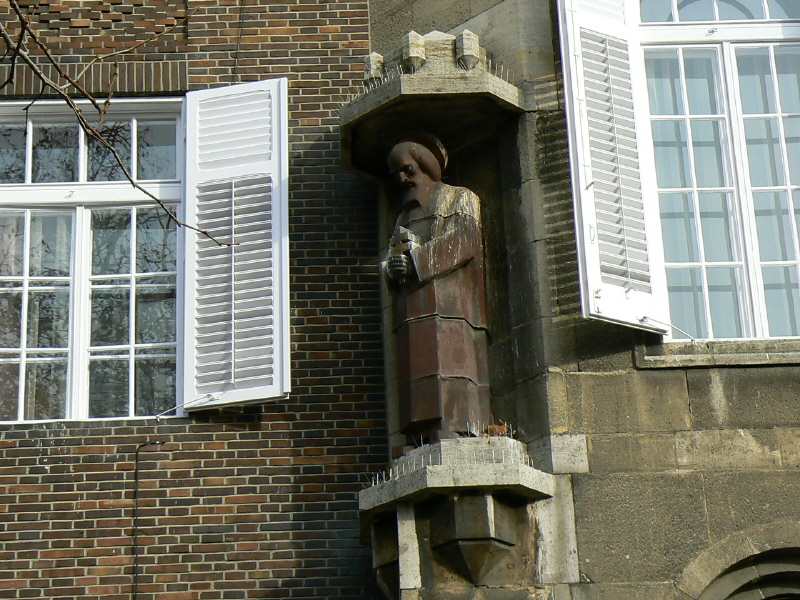
Szent Gellért püspök

Számos jelentős hazai és külföldi kiállításon vett részt. Síremlékeket, kisplasztikákat, érmeket és emlékműveket készített, valódi műfaja azonban az épületszobrászat volt. 1920-ban készült síremlékterveivel jutott önálló megbízásokhoz. Kezdeti művei a neobarokk akadémizmus szellemében készültek. Művészetének alakulására nagy hatással volt az 1920-as évek közepén tett olaszországi és franciaországi tanulmányútja. Egyéni stílusának mintaképeit a középkor archaikus formavilágában találta meg, de a szecesszióra, art decóra jellemző stilizálással, könnyedséggel ötvözve. A Csanádi egyházmegye Rerrich Béla tervezte klinkertéglás épületére 1930-ban, Szent Imre, Szent Gellért és Szűz Mária szobrát, valamint két zászlótartó szerzetes alakját mintázta meg, a korszak észak-német és skandináv modern stílusát követő felfogásban. Szent Gellért alakjának megformálásán különösen érezhető a két világháború közötti korszak neves német szobrásza, Georg Kolbe statikus művészetének hatása. Az alkotások anyagválasztása is az épített környezethez igazodott. Amíg Szent Imre és Szűz Mária szobrát a klinkertéglás falra mészkőből faragta ki, addig Szent Gellért alakját barnásvörös pirogránitból készítette Ohmann, hogy elüssön a mészkőlapokkal burkolt hátterétől. A Dóm tér 6. számú épület számára 1930-ban két Zsolnay-kerámiát készített a művész. Szent Ágoston gótikus ihletésű, többalakos domborművén a középen trónoló szent arcvonásait Rerrich Béláról mintázta. Ugyancsak neogótikus stílusú az a Pietàja, amelynek drámai hatását fokozza az előtte elhelyezett egyszerű vasrács. A szegedi Kémiai Intézet épületére 1931-ben középkori alkimistákat ábrázoló három kerámia domborműve került. Ugyanitt található Temesvári Pelbárt szobra is, amely bár erőteljesen stilizált, rajta a Római iskola neoklasszicista stílusú plasztikai fogalmazása érződik. A szegedi Fogadalmi templomban látható Glattfelder Gyula püspök jubileumi oltára és a Klebelsberg Kuno szarkofágja. E körbe tartozik Mária szobra is, melyért a párizsi Világkiállításon 1937-ben nagydíjat kapott.

## Római Iskola

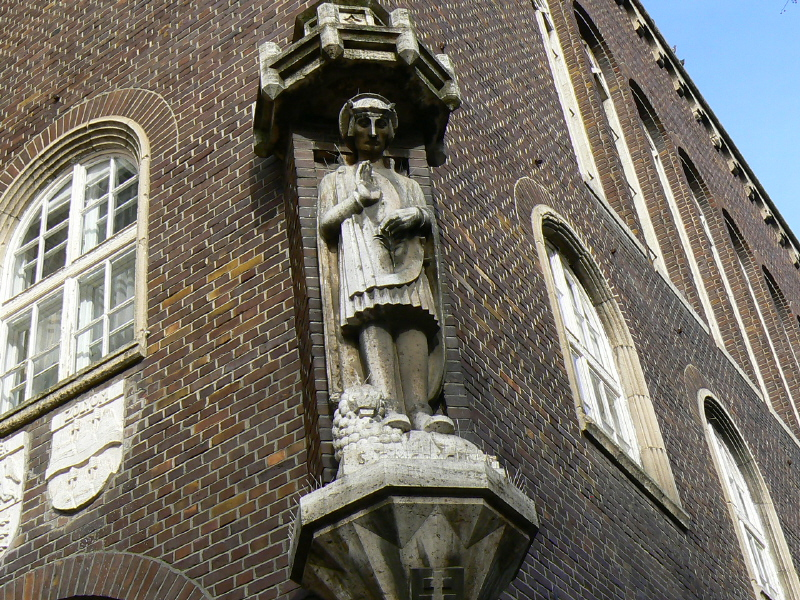
Szent Imre herceg

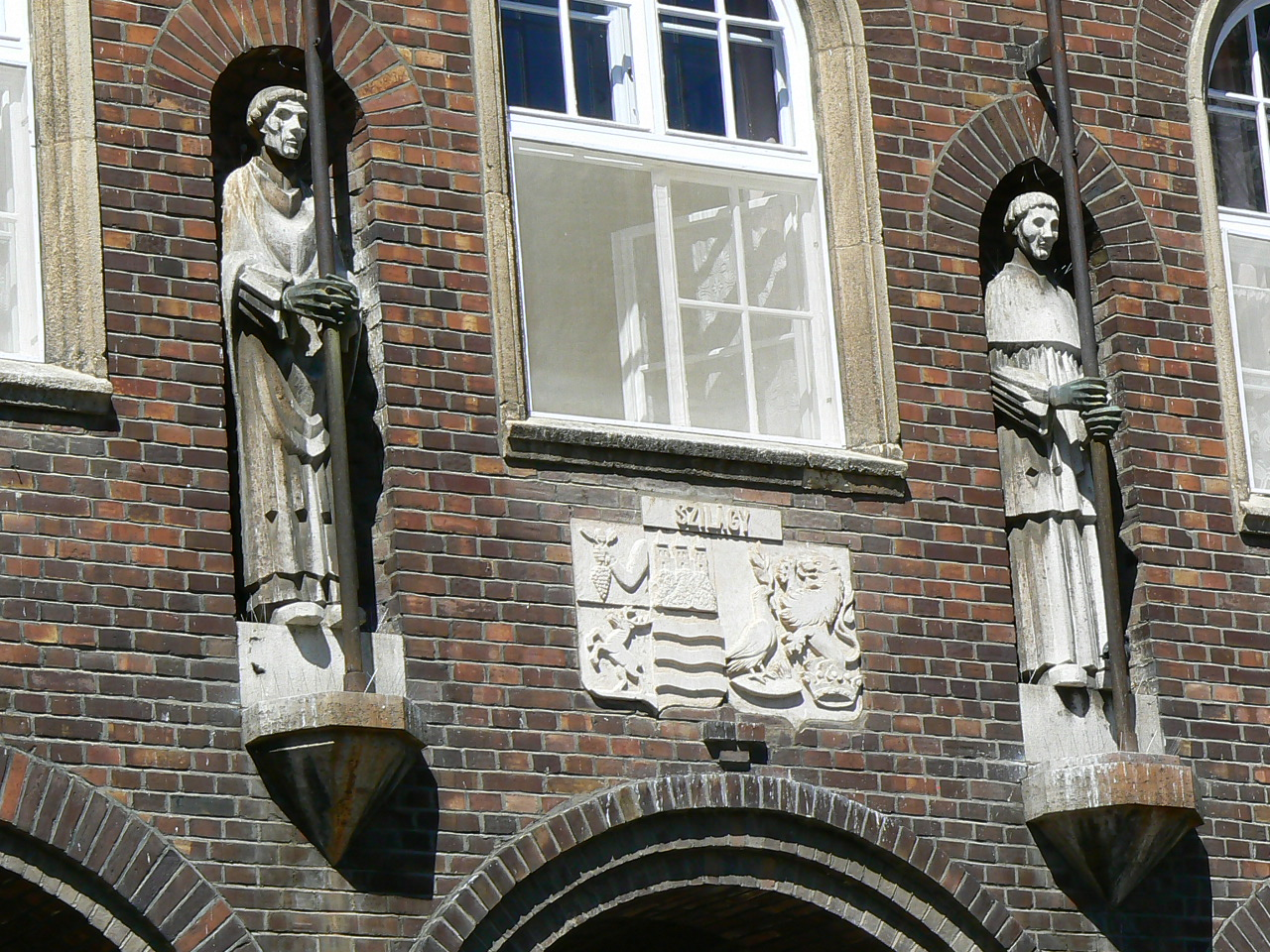
Zászlótartó barátok

Szegedi munkái után Münnich Aladár két modern stílusú budapesti épületénél foglalkoztatta. A Rerrich Bélával való együttműködés során a művész megismerte a Magyarországon addig kevéssé alkalmazott klinkertéglás építési módot. Ezt a hatást tükrözi, hogy a Nagyvásártelep irodaépületére 1932-ben az évszakokat jelképező négy domborművet klinkertéglából mintázta. Az 1930-as évek közepén döntő fordulat következett be művészetében. A Pasaréti téri templom és a pécsi pálosok részére készült román neoromán művei kielégítik a középkor szellemét feleleveníteni kívánó modernebb egyházi mecenatúra igényeit. Egyértelműen a neoklasszicizmus követőjévé vált, a Római iskola stílusának vezéregyénisége lett, bár nem volt római ösztöndíjas. Egyházi műveit tartózkodó egyszerűség, komor méltóság, tudatos archaizálás jellemzi. Az új törekvéseket képviselő művészetének kiemelkedő alkotása a székesfehérvári Kálmáncsehi Domokos kőszobra (1941), mely a kor egyházművészetének egyik legjelentősebb alakjává avatta. Világi művein a díszítő szándék van jelen.

## Művészete
Művészi alkalmazkodóképessége, iparművészi fogantatású anyagismerete és vonzalma az építészethez lehetővé tette, hogy a Római iskola szinte valamennyi vállalkozásában részt vegyen. Fölényesen tudta egyeztetni a plasztikai és az építészeti ismereteket. Az 1930-as évektől meghatározó egyénisége volt a magyar épületszobrászatnak. Az általa képviselt architektonikus építészeti felfogás iskolateremtő vonulat a magyar szobrászatban. Praktikus, olcsó kivitelű, világos szerkezetű, áhítatot sugalló domborművei tökéletes harmóniával illeszkednek az épületekhez. Ornamentális plasztikája kemény, fegyelmezett. Több nagy kiállításon vett részt. Gyapotszedője (1952) eredetileg a moszkvai mezőgazdasági kiállítás magyar pavilonja homlokzatára készült. A második világháború után elsősorban tanítással foglalkozott, korszakunkban kevés megbízást kapott, csak néhány épületplasztikát és köztéri szobrot készített, melyek jelentősége messze elmarad korábbi műveitől.

## Csoportos kiállítások (válogatás)
- 1951 XI. kerületi képzőművészek kiállítása, Budapest
- 1952 Tavaszi Tárlat, Műcsarnok, Budapest
- 1985 Római Iskola II., Keresztény Múzeum, Esztergom.

## Köztéri művei (válogatás)
- 1929–31 domborművek, Mátrai Lajossal Budapest XI., Eszék u. 9–11. és 13–15.
- 1930 Kőrösi Csoma Sándor, emlékmű, Szeged, Dóm tér
- 1930 Temesvári Pelbárt, kő, dombormű, Szeged, Dóm tér
- 1930 Ozorai Pipó, fa, féldombormű, Szeged, Nemzeti Emlékcsarnok
- 1930 Hunyadi Mátyás, lovas szobor, Szeged, Nemzeti Emlékcsarnok
- 1930 Szent Gellért, klinker, Szeged, Püspöki palota
- 1930 Szent Imre, Szeged, püspöki szeminárium
- 1930 Szent János, Szeged, püspöki szeminárium
- 1930 Clark Ádám, bronz, dombormű, Szeged, Dóm tér
- 1931 Feszl Frigyes, homokkő, Szeged, Dóm tér)
- 1932 Szűz Mária, Budapest, Maglódi út, Kórház, Tüdőbeteg pavilon
- 1932 Évszakok, klinker, dombormű, Budapest, Vámház krt. 1-3.,[4]
- 1932 Ég és Föld, dombormű, (Mátrai Lajossal) Budapest, V., Honvéd u.-Markó u., ELMŰ
- 1932–33 Szent Antal-oltár és -szószék, domborművek, Budapest, II., Pasaréti út 137., Szent Antal templom előcsarnoka
- 1932–33 Angyal-reliefek, Budapest XII., Csaba u. 5., városmajori Szent Szív templom
- 1932–33 Páduai Szent Antal szobor és Szent László-oltár, Budapest XII., Csaba u. 5., városmajori Szent Szív templom, Hősök kápolnája
- 1933 Páduai Szent Antal, Balatonboglár, római katolikus templom
- 1933 Páduai Szent Antal, műkő, Budapest II., Sólyom u. 15., kert, eredeti: Balatonboglár, templom
- 1933 Alchimisták I–III., Szeged, Kémiai Intézet kerámia díszítményei
- 1935 Klebelsberg Kuno-síremlék Kertész K. Róberttel, Szeged, Fogadalmi templom
- 1936 Bodor-kút, Neptum szobor, bronz, Budapest XIII., Margitsziget, (a marosvásárhelyi Bodor-kút másolata)
- 1936 Budavár címere, vörösmárvány, dombormű, Budapest I., Bécsi kapu tér
- 1936 Budavár visszavétele, Rohanó angyal, bronz, Budapest I., Bécsi kapu tér
- 1937 Patrona Hungariae, (Párizsi Világkiállítás, Magyar pavilon)
- 1937 Hangya-ház domborművei, (Mátrai Lajossal) Budapest
- 1937 Szent Demeter oltár, vörös márvány, Szeged, Fogadalmi templom
- 1938 főoltár, Pécs, Pálos rend templom
- 1938 Kálmáncsehi Domonkos, márvány, Székesfehérvár, Szent Anna kápolna előtt
- 1938 Árpád, kő, Székesfehérvár, Városháza díszterem
- 1938 Szent István, kő, Székesfehérvár, Városháza díszterem
- 1938–39 Huszár Gál, bronz, Debrecen, Egyetem tér
- 1938–40 Prohászka Ottokár, kő, Székesfehérvár
- 1939 Angyalos magyar címer, alumínium, New York-i Világkiállítás, Magyar pavilon bejárata
- 1940 Pénzügyi igazgatóság épületdomborművei (Reményi Józseffel), Zalaegerszeg)
- 1941 Széchenyi István, emléktábla, dombormű, Budapest V., Roosevelt tér 1–3.
- 1943 Szent Teréz és Stációk, carrarai márvány, mészkő, Budapest II., Máriaremete út 28., remetekertvárosi Szentlélek templom
- 1943 Jézus Szíve, kő kút, Győr, Nádorvárosi templom
- 1943 Országalma (Székesfehérvár)
- 1957 Szüret, kútszobor, Kazincbarcika
- 1958–60 Turi György, mészkő,[5] Várpalota, Thuri György Általános Iskola udvara
- 1959 Gyári munkások, műkő, dombormű, Budapest, III., Szentendrei út 101.
- 1964 Álló nő, kőszobor, Sopron, Szanatórium park
- 1964 Gárdonyi Géza, ruskicai márvány, mellszobor, Eger, Színház
- 1964 Kacsóh Pongrác, domborműves emléktábla, Keszthely
- 1964 Közlekedés, haraszti mészkő dombormű, Vác, autóbusz-pályaudvar
- 1973 Neptun, mészkő, Baja
- 1965 Ülő nő, haraszti mészkő, Vác, Naszály út

## Társasági tagsága
- Római iskola

## Díjai, elismerései (válogatás)
- 1933 milánói Triennálé, ezüstérem
- 1937 Párizsi Világkiállítás, Diplome d'honneur
- 1938 állami iparművészeti nagy aranyérem
- 1940 milánói Triennálé, Grand Prix

## Művei közgyűjteményekben (válogatás)
- Déri Múzeum, Debrecen
- Magyar Nemzeti Galéria, Budapest.